# Persona non grata (film 2003)
Persona non grata è un documentario del 2003 sul conflitto tra israeliani e palestinesi diretto da Oliver Stone per la serie America Undercover, trasmessa sul canale via cavo statunitense HBO.

## Trama
23 marzo 2002. Ancora nel turbine infinito della guerra, Palestina e Israele sembrano non trovare vie di fuga; dopo il fallito riappacificamento di Camp David nel 2000 la diplomazia è a un punto morto e la violenza aumenta. Proprio in quel periodo una troupe europea insieme al regista Oliver Stone entrano a Gerusalemme, Tel Aviv e Ramallah (capitale dell'autorità palestinese), luoghi caldi del conflitto.
Per cinque giorni, la troupe esplora le strade dove la gente cerca di condurre una vita normale, e incontra i leader degli opposti schieramenti, alla ricerca di una visione realistica del conflitto. Offre uno sguardo personale e mette in evidenza i personaggi importanti, con le loro opinioni e le loro emozioni.